# Bréchamps
Bréchamps ist eine französische Gemeinde mit 365 Einwohnern (Stand: 1. Januar 2022) im Département Eure-et-Loir in der Region Centre-Val de Loire; sie gehört zum Arrondissement Dreux und zum Kanton Dreux-2.

## Geographie
Bréchamps liegt etwa neun Kilometer südöstlich von Dreux am Maltorne, einem Zufluss der Eure, die die südwestliche Gemeindegrenze bildet. Umgeben wird Bréchamps von den Nachbargemeinden Saint-Laurent-la-Gâtine im Norden und Nordosten, Coulombs im Osten und Südosten, Nogent-le-Roi im Süden, Chaudon im Südwesten und Westen sowie Croisilles im Nordwesten.

## Bevölkerungsentwicklung

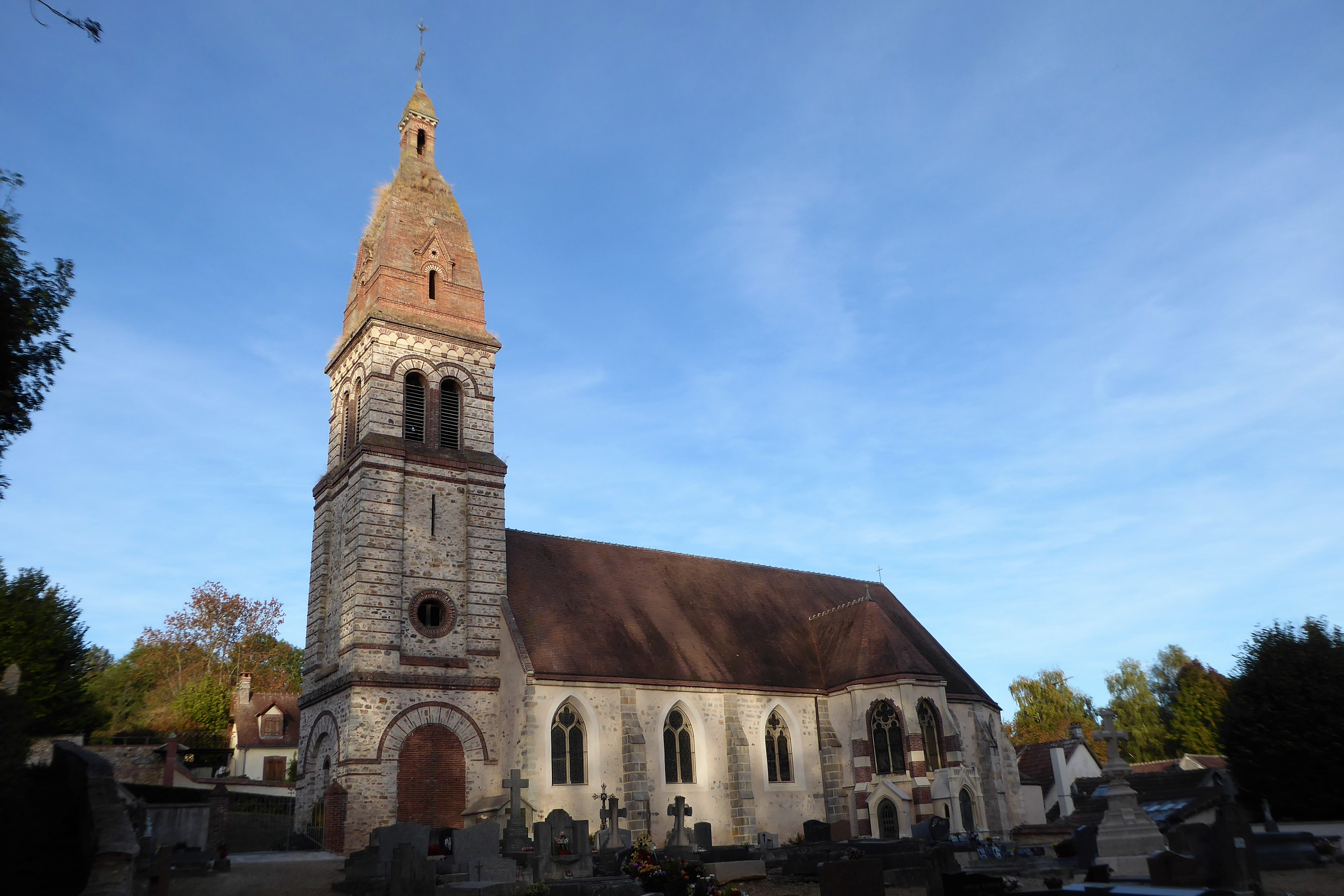
Kirche Saint-Lô

| Jahr                       | 1962 | 1968 | 1975 | 1982 | 1990 | 1999 | 2006 | 2020 |
| Einwohner                  | 123  | 170  | 181  | 251  | 270  | 303  | 324  | 363  |
| Quellen: Cassini und INSEE |      |      |      |      |      |      |      |      |